# 荷兰语语法中的性
在荷兰语语法中，名词的性决定了修饰或指代它的冠词、形容词与代词形式。荷兰语中的性是一个很复杂的话题，因为取决于地理区域与演讲者本身的不同，荷兰语的性有两种情况。第一种是通性与中性；第二种是三性（阴性、阳性与中性）。其中荷兰王国的荷兰语属于第一种情况，即通性、中性两种性；比利时的荷兰语（又称弗拉芒语）仍有阴性、阳性、中性三种性。这三种性（或两种）并无记忆规律，荷兰语语法中的性对于将荷兰语作为第二语言的学习者来说常常是一件困难的事。

## 概览
传统上，荷兰语的名词与德语、冰岛语等一致，仍延续了日耳曼语言中的三个性：阴性、阳性与中性。

## 标准语言
|                    | 中性     | 阳性/普通 | 阴性   |
| ------------------ | -------- | --------- | ------ |
| 不定冠词           | een      | een       | een    |
| 定冠词             | het      | de        | de     |
| 有前置冠词的形容词 | groen    | groene    | groene |
| 无前置冠词的形容词 | groen(e) | groene    | groene |
| 作主语时的代词     | het      | hij       | zij    |
| 作宾语时的代词     | het      | hem       | haar   |
| 所有格             | zijn     | zijn      | zijn   |

例如：在荷兰语中，koninkrijk （王国）是一个中性名词，所以若要表示类似英语 " the kingdom" 之意，要用 het Koninkrijk；而 melk（牛奶）则为阳性/普通名词，所以要表示类似英语 "the milk" 之意，要用 de melk。